# Cosoleacaque
Cosoleacaque est une ville mexicaine située dans l'État de Veracruz. Établie dans la plaine côtière du golfe du Mexique, à quelques dizaines de kilomètres de la côte, elle est proche des villes de Coatzacoalcos et de Minatitlán. Elle est le chef-lieu de la municipalité de Cosoleacaque.

## Géographie

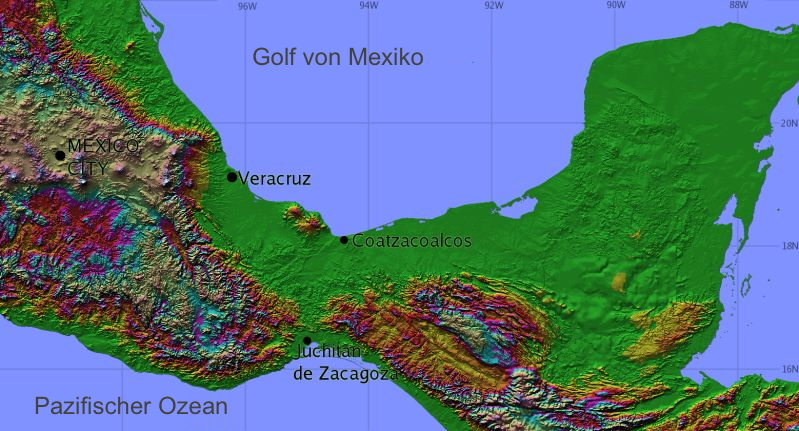
Carte de l'Isthme de Tehuantepec. Cosoleacaque se trouve juste au sud de Coatzacoalcos

Cosoleacaque est localisée dans la partie sud-est de l'État de Veracruz. Bien qu'à quelques distances de la côte, elle fait partie de la plaine côtière, avec une altitude qui oscille entre 10 et 69 mètres. Si aucun cours d'eau important ne la traverse ni la borde, elle se trouve à moins de dix kilomètres à l'ouest du Río Coatzacoalcos. Elle fait partie de l'Isthme de Tehuantepec, entre golfe du Mexique, dont elle est le plus proche, et le Golfe de Tehuantepec. La ville industrielle de Minatitlán se trouve à quelques kilomètres à l'est. En 2010, la population de la ville était de 22 454 habitants.

## Transports
La ville est desservie par l'aéroport international de Minatitlán, établi à mi-chemin entre les villes de Minatitlán et de Coatzacoalcos. Il est desservi par une route reliant ces deux localités. Cet aéroport est géré par le groupe ASUR.